# 3926 Ramirez
3926 Ramirez è un asteroide della fascia principale. Scoperto nel 1978, presenta un'orbita caratterizzata da un semiasse maggiore pari a 2,5539319 UA e da un'eccentricità di 0,1249516, inclinata di 9,17811° rispetto all'eclittica.